# Joseph Raphael

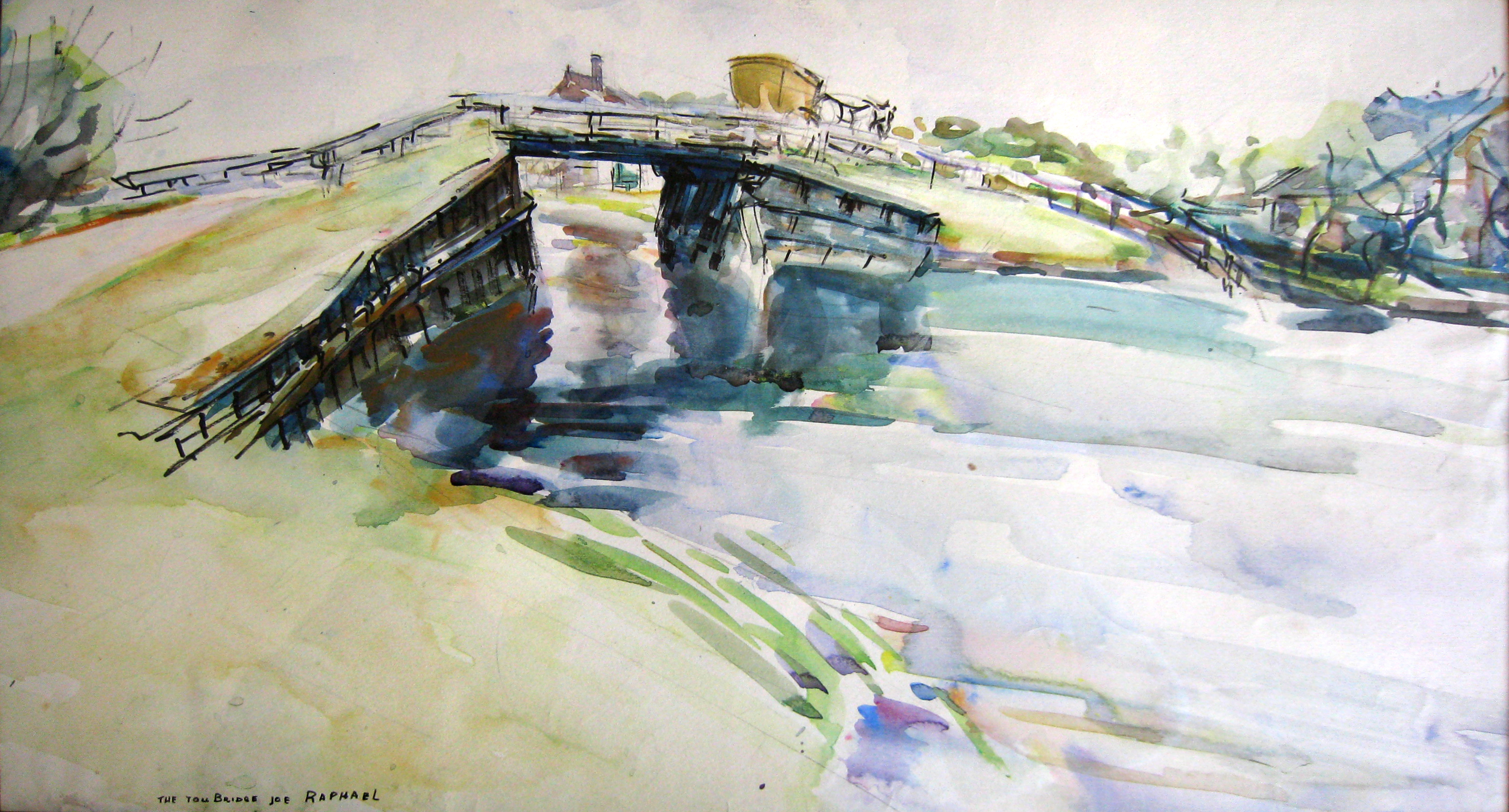
Waterverf van J. Raphaël: "Tou Bridge"

Joseph Morris Raphael (Jackson (Californië), 2 juni 1869 – San Francisco, 11 december 1950) was een Amerikaanse impressionistische schilder en graficus.

## Opleiding en leven
Joseph (Joe) Raphael ontving zijn opleiding van 1888 tot 1892 aan de California School of Design in San Francisco bij Arthur F. Matthews. In 1903 reisde hij naar Parijs, waar hij zich inschreef aan de École nationale supérieure des beaux-arts en de prestigieuze Académie Julian.
Na zijn opleiding woonde en werkte Raphael in het Nederlandse Laren. Op 29 mei 1911 huwde hij in de Noord-Brabantse gemeente Ginneken en Bavel met de Dordtse notarisdochter Johanna Jongkindt. Zij kregen één zoon en drie dochters. Het paar vestigde zich in het Belgische Ukkel. Daar schilderde hij in olieverf zijn omgeving en zijn familie. Vóór de Eerste Wereldoorlog begon hij zich, geïnspireerd door Japanse voorbeelden, toe te leggen op houtsneden. In 1929 verhuisde het gezin naar Oegstgeest in Nederland, waar het eerst op de Prins Hendriklaan woonde en vanaf 1935 op de Dorpsstraat 14. Raphael was in deze tijd lid van de Kunstkring Leiden.
Joe Raphael was van joodse komaf. In 1939 verliet hij, vlak voor het uitbreken van de Tweede Wereldoorlog, zijn gezin en keerde hij met een groot aantal van zijn werken terug naar San Francisco. Tot aan zijn dood in 1950 heeft hij daar gewerkt in zijn studio aan de Sutter Street 345. In 1943 werd zijn huwelijk met Johanna Jongkindt ontbonden.
Deze echtscheiding was noodzakelijk om het gezin tegen de Duitse bezetter te beschermen; Amerika was vanaf 1941 in oorlog met Duitsland.

## Bekende werken
- Town crier
- Kriekeput te Ukkel
- Illustraties gedenkboek Hortus botanicus Leiden samen met Jo Spier

## Musea
- M.H. de Young Memorial Museum, San Francisco, Californië
- San Francisco Museum of Modern Art, San Francisco, Californië
- Krannert Art Museum, University of Illinois
- Fleischer Museum, Scottsdale, Arizona

## Eervolle vermeldingen
- Eervolle vermelding, Parijse salon, 1906;
- Zilveren medaille, Panama-Pacific International Exposition, San Francisco 1915;
- Gouden medaille, Panama-California Exposition, San Diego 1915;

## Trivia
- In 1999 schreef James Wilding een strijkkwartet naar een schilderij van Joseph Raphaël: Paper Mill.
- Joseph Raphael en Johanna Jongkindt zijn de personages "Joe" en "Jo" in de roman Het grote zwijgen van Erik Menkveld (hun achternamen worden niet genoemd). De roman speelt zich af in de periode 1910-1921 en gaat over de vriendschap van de componisten Alphons Diepenbrock en Matthijs Vermeulen. Uitgave: Van Oorschot, Amsterdam 2011, ISBN 9789028242302.